# Paralebra similis
Paralebra similis är en insektsart som först beskrevs av Baker 1899.  Paralebra similis ingår i släktet Paralebra och familjen dvärgstritar. Inga underarter finns listade i Catalogue of Life.